# Comuna Havrîlivka, Pokrovske
Havrîlivka (în ucraineană Гаврилівка) este o comună în raionul Pokrovske, regiunea Dnipropetrovsk, Ucraina, formată din satele Havrîlivka (reședința) și Pidhavrîlivka.

## Demografie
Componența lingvistică a satului Havrîlivka
     Ucraineană (96,78%)
     Rusă (3,14%)
Conform recensământului din 2001, majoritatea populației satului Havrîlivka era vorbitoare de ucraineană (96,78%), existând în minoritate și vorbitori de rusă (3,14%).